# PicoBSD
PicoBSD е версия на операционната система FreeBSD, която е пререботена така, че да бъде събрана върху флопидисково устройство. PicoBSD може да бъде стартирана на компютър с много малки изисквания (процесор 386SX, 8MB RAM и без наличие на твърд диск). Текущата версия на тази операционна система е 0,42, като с нея могат да бъдат изпълнявани разнообразни задачи, като:
- създаване на работна станция без наличие на твърд диск
- създаване на вграден контролер чрез flash памет или EEPROM
- създаване на firewall
- създаване на комуникационен сървър
- създаване на router
- и много други